# Площадь Александра Невского (станция метро, Лахтинско-Правобережная линия)
«Пло́щадь Алекса́ндра Не́вского» (официальное название — «Площадь Александра Невского 2») — станция Петербургского метрополитена. Расположена на четвёртой (Лахтинско-Правобережной) линии между станциями «Лиговский проспект» и «Новочеркасская».
Станция открыта 30 декабря 1985 года в составе участка «Площадь Александра Невского» — «Проспект Большевиков». Наименование получила по расположению вблизи одноимённой площади.

## Наземные сооружения
Вестибюль выполнен по проекту архитекторов А. С. Гецкина, Н. В. Ромашкина-Тиманова и инженера В. Г. Самосудова при участии К. Г. Леонтьева (институт Ленметрогипротранс). Вестибюль встроен в пятиэтажный производственно-бытовой корпус метрополитена, располагающийся рядом с площадью Александра Невского, в Чернорецком переулке, и формирует собой полукруглый объём здания. Круглый в плане эскалаторный зал выявлен в экстерьере облицованными сааремским доломитом пилонами, а также большеразмерными витражами, благодаря которым зрительно расширяется пространство и открывается доступ дневному свету. Купольное перекрытие образовано пространственной радиально-складчатой железобетонной конструкцией, имеющей диаметр около 28 метров. В отделке интерьера вестибюля использован светлый мрамор, полы и цоколи выполнены из карельского гранита. Над вестибюлем размещается актовый зал производственно-бытового корпуса метрополитена, по высоте занимающий три этажа.
Стену вестибюля над эскалаторным ходом украшает мозаичное панно «Ледовое побоище», выполненное по эскизу художника А. К. Быстрова.

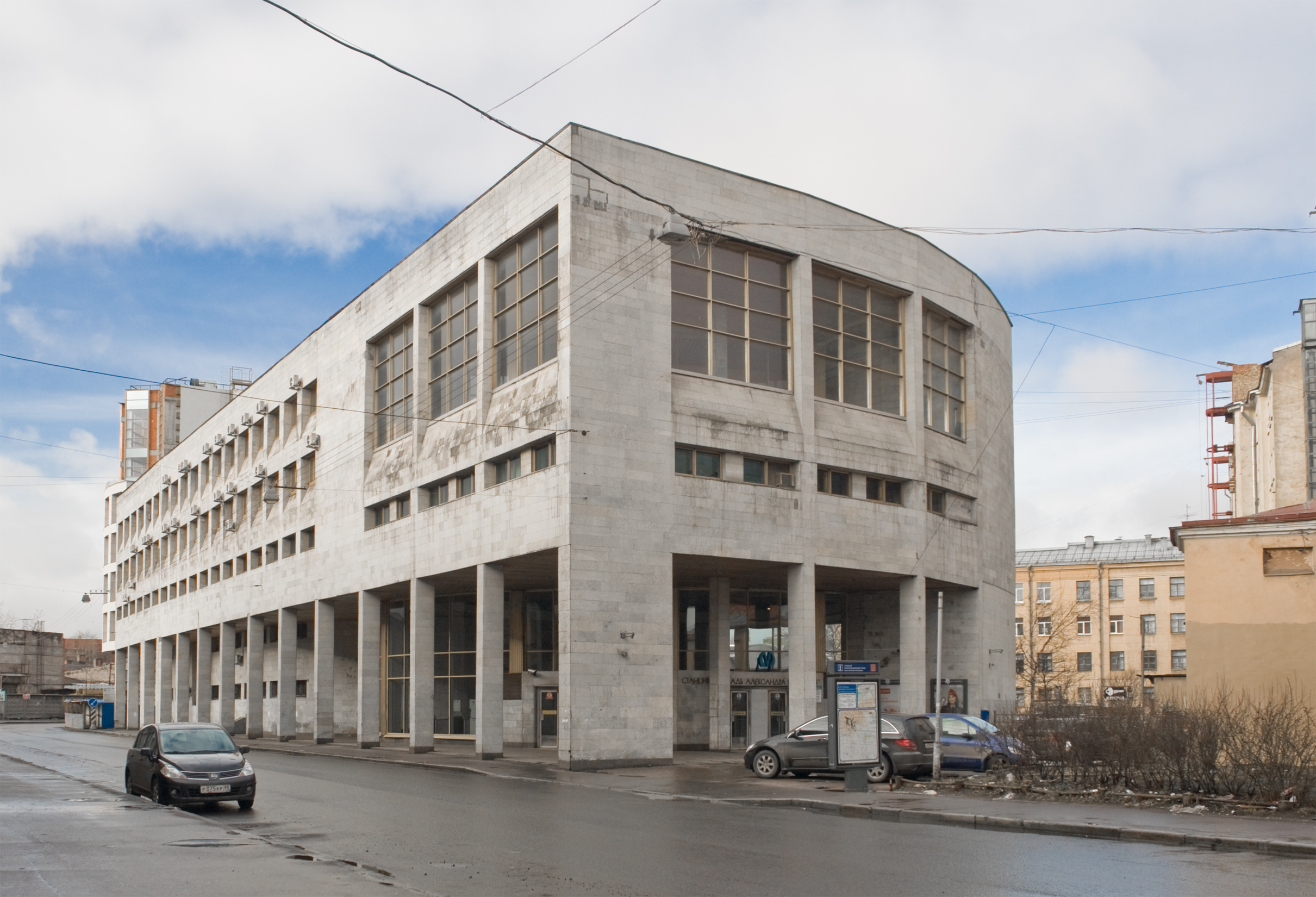
Здание по Чернорецкому переулку, в котором расположены помещения станции
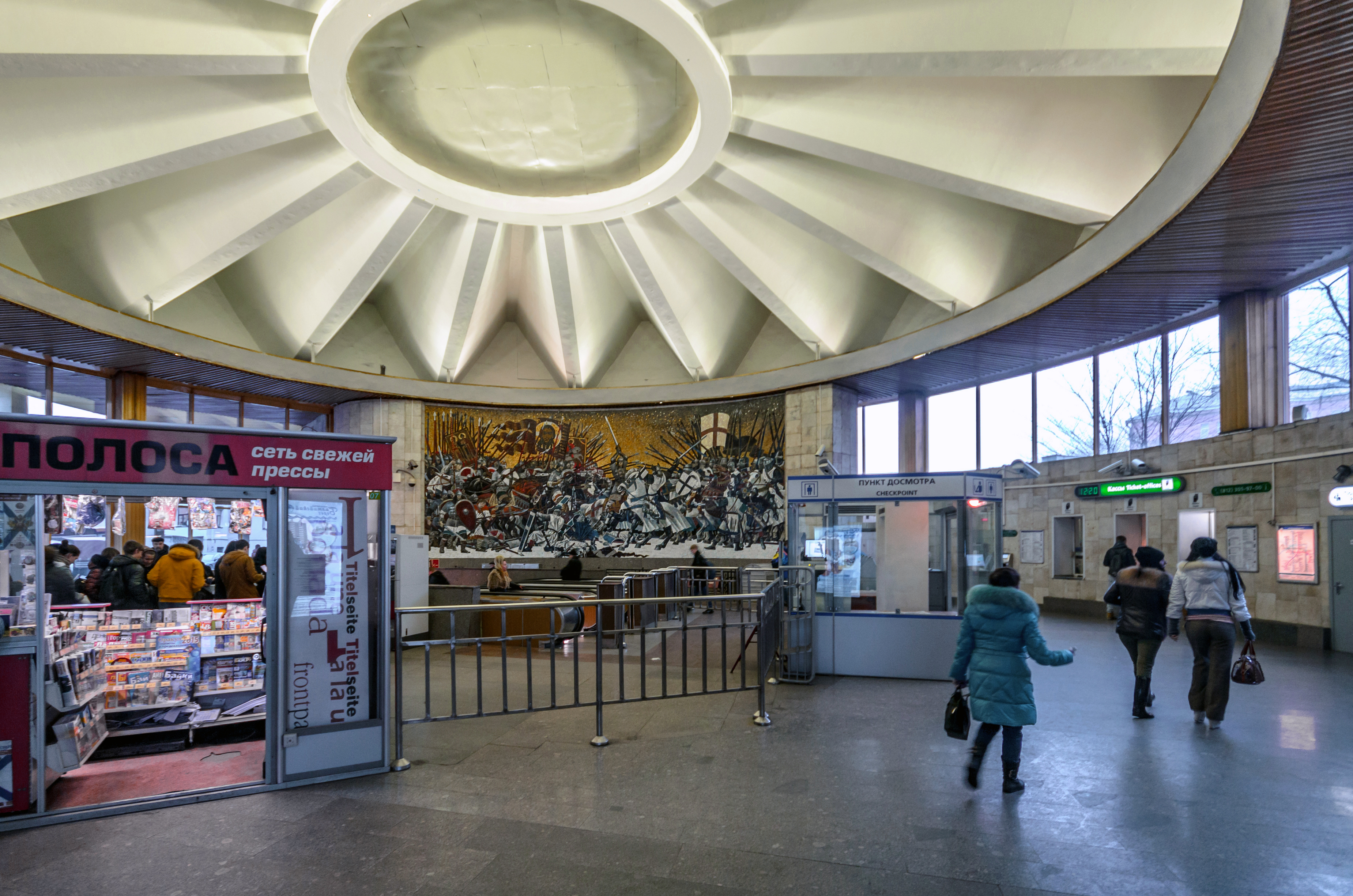
Вестибюль станции

## Подземные сооружения
«Площадь Александра Невского-2» — колонная станция глубокого заложения (глубина ≈ 60 м). Подземный зал сооружён по проекту архитекторов Г. Н. Булдакова, В. Н. Щербина и А. П. Волковой (мастерская № 6 ЛенНИИпроекта).

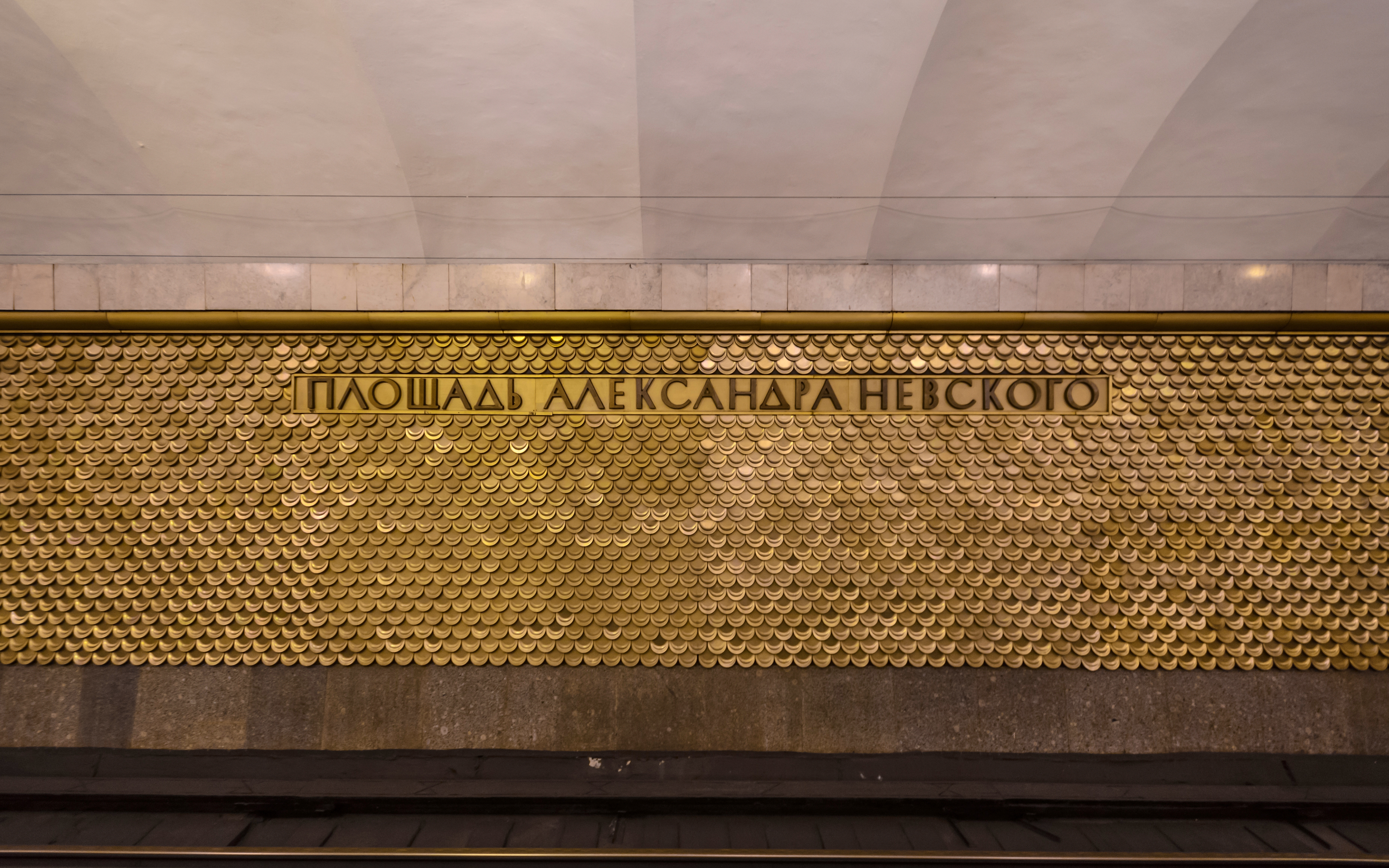
Путевая стена

Интерьер станции формируют два ряда объединённых в аркады колонн, имеющих скосы в нижней части. Установленная над аркадой череда решёток светильников, выполненных из анодированного алюминия, в виде бойниц. Такие же светильники освещают боковые залы. Цоколь путевых стен облицован полированным гранитом. Сами стены облицованы декоративными панелями, набранными из штампованных алюминиевых элементов в форме чешуи доспехов. Из-за этого на путевых стенах отсутствует оранжевая полоса с названием станции, есть только на верху колонн.
В торце станции, в специальной нише, отделанной золотистой смальтой, планировалось установить бронзовую скульптуру Александра Невского. Автором предполагался В. Э. Горевой, но к открытию станции скульптура не была выполнена. Позже за ваяние образа Александра Невского взялся М. К. Аникушин. Но этим планам также не удалось сбыться, и специально подготовленная для скульптуры ниша пустует.
Наклонный ход, содержащий три эскалатора, соединён с западным торцом станции посредством короткого перехода. Изначально в этом проходном коридоре было три арочных прохода, но в 1990 году дальний проход закрыли и стали использовать под служебное помещение. Открывать его вновь Петербургский метрополитен не намерен.

## Пересадки
Станция является пересадочным узлом к поездам Невско-Василеостровской линии. В восточном торце станции начинается эскалаторная галерея, ведущая в переходный тоннель к станции «Площадь Александра Невского» третьей линии.

## Режим работы вестибюля станции
С самого открытия и до 2000 года вестибюль станции работал в обычном режиме. С 2000 года — только по рабочим дням с 7 до 20 часов. На период ремонта наклонного хода соседней станции, «Площадь Александра Невского-1», вестибюль работал ежедневно с 5:35 до 0:15. Также режим работы вестибюля продлевался с 13 по 27 июля 2017 года на период пребывания в Александро-Невской лавре мощей Николая Чудотворца (вестибюль был открыт только на вход).
С 8 февраля по 29 декабря 2016 года, на время проведения капитального ремонта станции «Елизаровская», вестибюль также работал в обычном режиме.

## Путевое развитие
Западнее станции расположен трёхстрелочный оборотный тупик, в нём расположен пункт технического обслуживания. 1-й главный и 3-й станционный пути небольшое расстояние проходят в одном двухпутном тоннеле — до продления линии эти пути соединял перекрёстный съезд. После продления линии съезд был урезан до противошёрстного. 2-й главный и 3-й станционный пути соединяются в обычной камере съездов.
От тупикового пути позже ответвляется служебная соединительная ветвь к одноимённой станции третьей линии.

## Наземный городской транспорт

#### Автобусы
| №    | Пересадки | Конечный пункт 1                                        | Конечный пункт 2                                        |
| ---- | --- | ------------------------------------------------------- | ------------------------------------------------------- |
| 8    | Ломоносовская | Площадь Александра Невского Площадь Александра Невского | Уткина Заводь                                           |
| 24   | Адмиралтейская Невский проспект Гостиный двор Маяковская Площадь Восстания Московский вокзал Площадь Александра Невского Новочеркасская Ладожская Ладожский вокзал                               | Василеостровская                                        | Хасанская улица                                         |
| 27   | Адмиралтейская Невский проспект Гостиный двор Маяковская Площадь Восстания Московский вокзал Площадь Александра Невского Новочеркасская Ладожская Ладожский вокзал                               | Театральная площадь                                     | Белорусская улица                                       |
| 46   | Новочеркасская Площадь Александра Невского Чернышевская Горьковская Петроградская Черная речка                                                                                                   | Ладожская Ладожский вокзал                              | Вазаский переулок                                       |
| 55   | - | Площадь Александра Невского Площадь Александра Невского | Единый центр документов                                 |
| 58   | Площадь Александра Невского | Елизаровская                                            | Атаманская улица                                        |
| 65   | Московский вокзал Площадь Восстания Маяковская Лиговский проспект Обводный канал Фрунзенская Балтийская Балтийский вокзал                                                                        | Площадь Александра Невского Площадь Александра Невского | Двинская улица                                          |
| 132  | Пискарёвка Новочеркасская | Ручьи                                                   | Площадь Александра Невского Площадь Александра Невского |
| 169А | - | Площадь Александра Невского Площадь Александра Невского | Чернышевская                                            |
| 191  | Чкаловская Спортивная Адмиралтейская Невский проспект Гостиный двор Маяковская Площадь Восстания Московский вокзал Площадь Александра Невского Новочеркасская Проспект Большевиков Улица Дыбенко | Петроградская                                           | АС «Река Оккервиль»                                     |
| 253  | Ломоносовская Елизаровская | Купчино                                                 | Площадь Александра Невского Площадь Александра Невского |

#### Троллейбусы
| №  | Пересадки | Конечный пункт 1                                        | Конечный пункт 2           |
| -- | --- | ------------------------------------------------------- | -------------------------- |
| 1  | Спортивная Адмиралтейская Невский проспект Гостиный двор Маяковская Площадь Восстания Московский вокзал Площадь Александра Невского Новочеркасская                 | Петроградская Ординарная улица                          | Улица Маршала Тухачевского |
| 14 | Ломоносовская Улица Дыбенко | Площадь Александра Невского Площадь Александра Невского | река Оккервиль             |
| 16 | Пискаревка Площадь Александра Невского | Ручьи                                                   | площадь Бехтерева          |
| 22 | Адмиралтейская Невский проспект Гостиный двор Маяковская Площадь Восстания Московский вокзал Площадь Александра Невского Новочеркасская Ладожская Ладожский вокзал | площадь Труда                                           | Хасанская улица            |

#### Трамваи
| №  | Пересадки                                                              | Конечный пункт 1           | Конечный пункт 2      |
| -- | ---------------------------------------------------------------------- | -------------------------- | --------------------- |
| 7  | Новочеркасская Площадь Александра Невского Ломоносовская Улица Дыбенко | Малая Охта                 | Проспект Солидарности |
| 24 | Площадь Александра Невского Пролетарская                               | Перекупной переулок        | Рыбацкое              |
| 30 | Новочеркасская                                                         | Ладожская Ладожский вокзал | Перекупной переулок   |
| 65 | Площадь Александра Невского Новочеркасская Проспект Большевиков        | Невский завод              | река Оккервиль        |